# Jurijus Veklenko
Jurijus Veklenko, noto anche come Jurij o semplicemente Jurijus (Klaipėda, 6 luglio 1990), è un cantante lituano.
Ha rappresentato la Lituania all'Eurovision Song Contest 2019 con il brano Run with the Lions, non riuscendo a qualificarsi per la serata finale.

## Biografia
Nato da genitori russi, Jurijus ha partecipato alle selezioni eurovisive per rappresentare la Lituania nel 2012 e nel 2014, venendo eliminato nella prima fase entrambe le volte. Si è presentato ad Eurovizijos atranka 2019 con Run with the Lions, vincendo il programma con il massimo dei punti sia dalla giuria che dal televoto nella finale del 23 febbraio e ottenendo il diritto di rappresentare il suo paese all'Eurovision Song Contest 2019 a Tel Aviv. Qui si è esibito nella seconda semifinale del 16 maggio, ma non si è qualificato per la finale, piazzandosi 11ª su 18 partecipanti con 93 punti totalizzati, di cui 77 dal televoto e 93 dalle giurie. È risultato il più votato dal pubblico di Irlanda, Norvegia e Regno Unito. Tuttavia, dopo la finale è risultato che l'Italia ha rivelato i risultati errati del televoto: quella della Lituania è stata infatti la 10ª esibizione più votata dal pubblico italiano nella semifinale, e avrebbe dovuto ottenere un punto invece degli zero dichiarati. Se fossero stati consegnati i risultati corretti, la Lituania si sarebbe qualificata per la finale a scapito della Danimarca, la cui rappresentante Leonora ha ottenuto 94 punti nella semifinale, di cui solo 41 dal televoto (il voto preferenziale è infatti quello del pubblico). Il suo album di debutto Mano sapnuose ha debuttato all'11ª posizione della classifica lituana nella settimana dopo il contest.

## Discografia

### Album in studio
- 2019 – Mano sapnuose
- 2020 – Randai
- 2024 – Pabaigos pradžia

### Singoli
- 2018 – Kartais
- 2019 – Run with the Lions
- 2019 – Skirtingi pasauliai (con Inga Jankauskaitė)
- 2019 – Bright Lights
- 2020 – Apie ją
- 2020 – Randai
- 2023 – Saulė pakyla
- 2023 – Gyventi mylėti
- 2024 – Falling in Love
- 2025 – Laikyk arčiau (con Jovani e Ieva Veri)